# Echosmith
Echosmith est un groupe de pop indépendante américain, originaire de Californie. À l'origine quatuor, composé de frères et sœurs, le groupe comprend Sydney, Noah et Graham Sierota, après le départ de Jamie à la fin 2016. Echosmith démarre sous le nom de Ready Set Go! jusqu'à leur signature chez Warner Bros. Records en mai 2012. Ils sont mieux connus pour leur hit Cool Kids qui atteindra la 13e place du Billboard Hot 100 et sera certifié double disque de platine par la RIAA avec plus d'1 200 000 d'exemplaires vendus aux États-Unis, et double disque de platine par l'ARIA en Australie.

## Biographie

### Débuts (2009–2013)

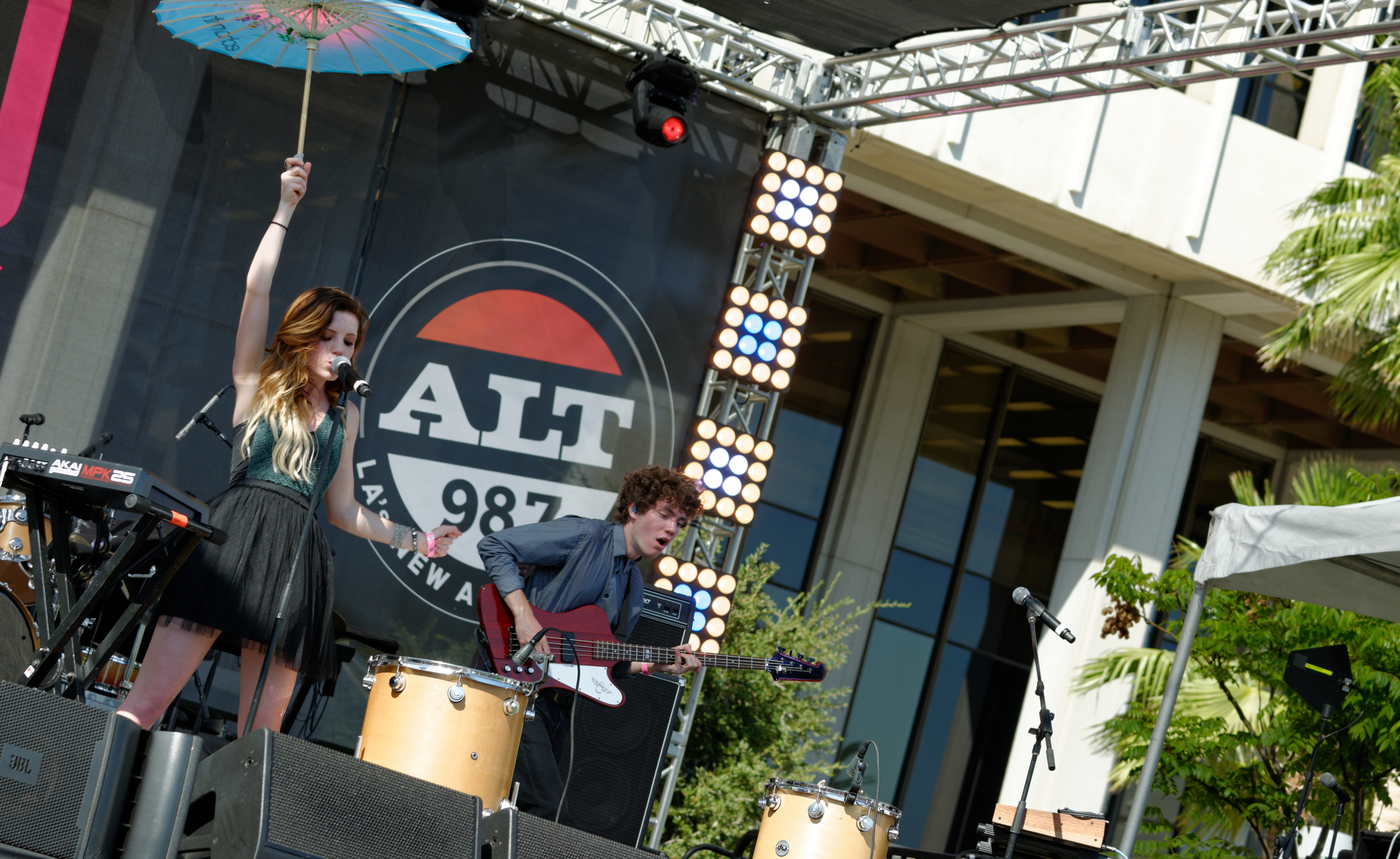
Echosmith en juillet 2014.

Echosmith reprend plusieurs chansons telles que I Will Wait de Mumford and Sons, Lights d'Ellie Goulding, Set Fire to the Rain d'Adele, et Princess of China de Coldplay et Rihanna. Le groupe est managé par leur père, le producteur Jeffery David. En avril 2013, Echosmith est nommé dans la liste des « 100 meilleurs groupes à connaitre » établie par le magazine Alternative Press. Le 31 mai 2013, Echosmith sort un nouveau single sur YouTube, Come Together. La vidéo est réalisée par Justin Coloma et filmée à Los Angeles, en Californie. Echosmith lance aussi la promotion Summer Sampler Free Download sur leur site web avec les chansons Cool Kids, Come Together et Talking Dreams

### Talking Dreams(2013–2016)
Le 7 juin 2013, le groupe joue un concert gratuit à Warner Bros. Records à Burbank, retransmis en direct sur leur chaine YouTube. Echosmith participe au programme d'ESPN. Les chansons incluent Come Together, Let's Love, et March Into the Sun. Echosmith joue aussi l'intégralité du Vans Warped Tour. Le groupe tourne en Amérique du Nord en ouverture pour Owl City à sa tournée Midsummer Station. Leur premier album, Talking Dreams, est publié le 8 octobre 2013. Echosmith publie une chanson spéciale vacances intitulée I Heard the Bells on Christmas Day le 3 décembre 2013. Le groupe joue la chanson Cool Kids le 31 décembre 2013 pendant le Teen Nick top 10: New Year's Eve Countdown, animé par  Nick Cannon. Echosmith est sélectionné comme groupe à surveiller en 2014 par MTV. Leur chanson Surround You fait partie de la bande son du film Endless Love[Lequel ?].
Echosmith joue au Vans Warped Tour en 2014 pour la deuxième année consécutive. Echosmith joue sa première performance de nuit avec la chanson Cool Kids à l'émission Conan. En 2015, Echosmith joue en soutien à Twenty One Pilots. Le 10 juin, Echosmith publie l'EP acoustique Acoustic Dreams, qui comprend les versions acoustiques de quatre chansons issues de Talking Dreams, et un inédit intitulé Terminal. Echosmith est nommé groupe montant de l'année par MTV en 2014,. Le groupe tourne en tête d'affiche avec The Colourist en février 2015.
En novembre 2016, Jamie choisit de quitter le groupe pour se consacrer à sa famille, après la naissance de son premier enfant.

### Inside a Dream(depuis 2017)
Goodbye, le premier single de leur futur deuxième album, Inside a Dream, est publié le 14 juillet 2017.

## Membres

### Membres actuels
- Sydney Grace Ann Sierota, née le 21 avril 1997 (27 ans) - chant, guitare, claviers (depuis 2009)
- Noah Jeffery David Joseph Sierota, né le 1er janvier 1996 (29 ans) - basse, chœurs (depuis 2009)
- Graham Jeffery David Sierota, né le 5 février 1999 (26 ans) - batterie (depuis 2009)

### Ancien membre
- Jamie Jeffery David Harry Sierota, né le 8 avril 1993 (31 ans) - guitare, chœurs (2009-2016)

## Discographie

### Albums studio
- 2013 : Talking Dreams
- 2020 : Lonely Generation

### EP
- 2013 : Summer Sampler
- 2014 : Acoustic Dreams
- 2017 : Inside A Dream EP
- 2017 : An Echosmith Christmas

### Singles
- 2013 : Cool Kids
- 2013 : I Heard the Bells on Christmas Day
- 2014 : Come Together
- 2015 : Bright
- 2016 : Goodbye